# الكويت في بطولة العالم للألعاب المائية 2015
شاركت الكويت في منافسة بطولة العالم للألعاب المائية 2015 في قازان، روسيا في الفترة من 24 يوليو إلى 9 أغسطس 2015.

## الغوص
تأهل الغواصون الكويتيون إلى مراكز التنافس الفردية في بطولة العالم.
رجال
| الرياضي         | الحدث               | التصفيات | التصفيات | الدور نصف النهائي | الدور نصف النهائي | النهائي  | النهائي  |
| الرياضي         | الحدث               | نقاط     | الترتيب  | نقاط              | الترتيب           | نقاط     | الترتيب  |
| --------------- | ------------------- | -------- | -------- | ----------------- | ----------------- | -------- | -------- |
| عباس عبد الرحمن | القفز من ارتفاع 1 m | 243.00   | 37       | —                 | —                 | لم يتأهل | لم يتأهل |
| عباس عبد الرحمن | القفز من ارتفاع 3 m | 320.05   | 48       | لم يتأهل          | لم يتأهل          | لم يتأهل | لم يتأهل |
| حسن قلي         | القفز من ارتفاع 1 m | 192.90   | 40       | —                 | —                 | لم يتأهل | لم يتأهل |
| حسن قلي         | القفز من ارتفاع 3 m | 237.75   | 60       | لم يتأهل          | لم يتأهل          | لم يتأهل | لم يتأهل |

## السباحة
حقق السباحون الكويتيون معايير التأهل في الأحداث التالية (بحيث يسمح لهم المشاركة بحد أقصى بسباحين اثنين في كل حدث عند توقيت الدخول بالمعيار A، وسباح واحد عند المعيار B).
رجال
| الرياضي                                    | الحدث                  | التصفيات | التصفيات | الدور نصف النهائي | الدور نصف النهائي | النهائي    | النهائي    |
| الرياضي                                    | الحدث                  | الوقت    | الترتيب  | الوقت             | الترتيب           | الوقت      | الترتيب    |
| ------------------------------------------ | ---------------------- | -------- | -------- | ----------------- | ----------------- | ---------- | ---------- |
| يوسف العسكري                               | 200 m سباحة حرة        | 1:53.97  | 62       | لم يتأهل          | لم يتأهل          | لم يتأهل   | لم يتأهل   |
| أحمد البدر                                 | 200 m سباحة الصدر      | 2:16.50  | 40       | لم يتأهل          | لم يتأهل          | لم يتأهل   | لم يتأهل   |
| محمد مدوه                                  | 50 m سباحة حرة         | 23.50    | 49       | لم يتأهل          | لم يتأهل          | لم يتأهل   | لم يتأهل   |
| عباس قلي                                   | 100 m سباحة الفراشة    | 54.35    | 44       | لم يتأهل          | لم يتأهل          | لم يتأهل   | لم يتأهل   |
| يوسف العسكري أحمد البدر عباس قلي محمد مدوه | تتابع 4 × 100 m مختلطة | 3:50.75  | 27       | —                 | —                 | لم يتأهلوا | لم يتأهلوا |

سيدات
| الرياضي  | الحدث           | التصفيات | التصفيات | الدور نصف النهائي | الدور نصف النهائي | النهائي  | النهائي  |
| الرياضي  | الحدث           | الوقت    | الترتيب  | الوقت             | الترتيب           | الوقت    | الترتيب  |
| -------- | --------------- | -------- | -------- | ----------------- | ----------------- | -------- | -------- |
| في سلطان | 50 m سباحة حرة  | 27.63    | =64      | لم تتأهل          | لم تتأهل          | لم تتأهل | لم تتأهل |
| في سلطان | 100 m سباحة حرة | 59.66    | 67       | لم تتأهل          | لم تتأهل          | لم تتأهل | لم تتأهل |

## روابط خارجية
- Kazan 2015 Official Site